# Marcin Duszek
Marcin Kamil Duszek (ur. 10 lutego 1982 w Łosicach) – polski polityk i samorządowiec, poseł na Sejm VII, VIII i IX kadencji.

## Życiorys
W Międzyrzecu Podlaskim został absolwentem Szkoły Podstawowej nr 3 im. Jana Pawła II oraz Liceum Ekonomicznego w ramach ZSE im. Marii Dąbrowskiej. Studia licencjackie ukończył w 2005 w Państwowej Szkole Wyższej im. Jana Pawła II w Białej Podlaskiej. W 2009 uzyskał magisterium z germanistyki na Uniwersytecie Warszawskim. W 2010 ukończył studia podyplomowe z zakresu zarządzania w samorządzie w Szkole Głównej Handlowej. W 2010 podjął studia doktoranckie na Wydziale Neofilologii UW, ukończył natomiast studia tego poziomu z zakresu nauk o zarządzaniu w 2014 w SGH.
Należał do Polskiego Stronnictwa Ludowego, z ramienia którego w 2006 został wybrany na radnego powiatu bialskiego. W maju 2010 przeszedł do Prawa i Sprawiedliwości i pół roku później z jego listy uzyskał reelekcję na kolejną kadencję samorządu powiatowego. W tych samych wyborach bez powodzenia ubiegał się o stanowisko burmistrza Międzyrzeca Podlaskiego, uzyskując 23,52% głosów i zajmując ostatnie, trzecie miejsce. W ramach działalności społecznej zainicjował akcję niesienia pomocy osobom potrzebującym pod nazwą „Dobry Duszek Powiatu Bialskiego”.
W wyborach w 2011 bez powodzenia kandydował z listy PiS do Sejmu w okręgu chełmskim, otrzymując 5226 głosów. W 2014 bezskutecznie startował do sejmiku województwa lubelskiego, jednak 16 grudnia tego samego roku objął mandat posła VII kadencji, zastępując Jerzego Rębka. W wyborach w 2015, otrzymując 12 783 głosy, ponownie został wybrany na posła. W Sejmie został m.in. członkiem Komisji do Spraw Petycji, Komisji Sprawiedliwości i Praw Człowieka, Komisji Administracji i Spraw Wewnętrznych oraz Komisji Zdrowia.
W wyborach do Parlamentu Europejskiego w 2019 bezskutecznie ubiegał się o mandat posła do PE w okręgu obejmującym województwo lubelskie. W wyborach krajowych w tym samym roku został natomiast wybrany do Sejmu IX kadencji, otrzymując 16 017 głosów. Nie kandydował w kolejnych wyborach w 2023. W 2024 ubiegał się o urząd burmistrza Międzyrzeca Podlaskiego, przegrywając w drugiej turze głosowania. W 2025 wszedł w skład rady programowej TVP3 Lublin.